# Gøtu Ítróttarfelag
Gotu Ítróttarfelag era uma agremiação esportiva, fundada em 1926, sediada em Gøta, na ilhas Faroe.

## História
As cores do clube eram amarelo e azul. Eles jogaram no Estádio Serpugerdi. A 4 de fevereiro de 2008 foi anunciada sua fusão com o Leirvík ÍF, resultando em um novo clube, chamado Víkingur Gøta.
Em 2007, sua última participação na Primeira divisão, ficou em quinto lugar.

## Títulos
- Faroe Islands Premier League Football: 6
  - 1983, 1986, 1993, 1994, 1995, 1996;

- Faroe Islands Cup: 6
  - 1983, 1985, 1996, 1997, 2000, 2005;